# Котингиба
Котингиба (порт. Cotinguiba) — река в Сержипи, штате на северо-востоке Бразилии. Длина 50 километров (31 миль), площадь бассейна 232,5 квадратного километра (90 кв. миль).
Исток находится между муниципалитетами Арея-Бранка и Ларанжейрас. Она впадает в реку Сержипи на границе муниципалитетов Ларанжейрас и Носа-Сеньора-ду-Сокорру.
Котингиба является одним из главных притоков на правом берегу реки Сержипи, и впадает в Сержипи в виде эстуария. Она проходит через муниципалитеты Арея-Бранка, Риачуэло, Ларанжейрас и Носса-сеньора-ДУ-Сокорру.